# Пересечение (евклидова геометрия)
Пересечение в евклидовой геометрии — точка или кривая, общие для двух или более объектов (таких как кривые, плоскости и поверхности). Простейший случай — пересечение двух различных прямых на плоскости, которое либо является одной точкой, либо не существует, если прямые параллельные.

Красная точка представляет собой точку пересечения двух линий

Задача нахождения пересечения плоскостей — двумерных линейных геометрических объектов, встроенных в многомерное пространство — сводится к решению системы линейных уравнений.
В общем случае, пересечение определяется системой нелинейных уравнений, которая может быть решена численно, например, с использованием метода Ньютона. Задачи о пересечении прямой и конического сечения (круг, эллипс, парабола и т. д. ) или квадрики (сфера, цилиндр, гиперболоид и т. д. ) приводят к квадратным уравнениям, которые легко решаются. Пересечения между квадриками приводят к уравнениям четвёртой степени, которые можно решить алгебраически.

## На плоскости

### Две линии
Для определения точки пересечения двух непараллельных прямых:
{\displaystyle a_{1}x+b_{1}y=c_{1},\ a_{2}x+b_{2}y=c_{2}}
можно использовать, например, правило Крамера, или подставляя переменную, координаты точки пересечения {\displaystyle (x_{s},y_{s})}:
{\displaystyle x_{s}={\frac {c_{1}b_{2}-c_{2}b_{1}}{a_{1}b_{2}-a_{2}b_{1}}},\quad y_{s}={\frac {a_{1}c_{2}-a_{2}c_{1}}{a_{1}b_{2}-a_{2}b_{1}}}}.
(Если {\displaystyle a_{1}b_{2}-a_{2}b_{1}=0}, то эти линии параллельны, а это значит, что эти формулы нельзя использовать, так как они предполагают деление на 0.)

### Два отрезка

Пересечение двух отрезков прямой

Для двух непараллельных линейных отрезков {\displaystyle (x_{1},y_{1}),(x_{2},y_{2})} и {\displaystyle (x_{3},y_{3}),(x_{4},y_{4})} эта точка не обязательно является точкой пересечения (см. диаграмму), потому что точка пересечения {\displaystyle (x_{0},y_{0})} соответствующих линий не обязательно должна содержаться в линейных отрезках. Для проверки ситуации используются параметрические представления линий:
{\displaystyle (x(s),y(s))=(x_{1}+s(x_{2}-x_{1}),y_{1}+s(y_{2}-y_{1})),}
{\displaystyle (x(t),y(t))=(x_{3}+t(x_{4}-x_{3}),y_{3}+t(y_{4}-y_{3})).}
Отрезки пересекаются только в общей точке {\displaystyle (x_{0},y_{0})} соответствующих линий, если соответствующие параметры {\displaystyle s_{0},t_{0}} удовлетворяют условию {\displaystyle 0\leq s_{0},t_{0}\leq 1}.
Параметры {\displaystyle s_{0},t_{0}} являются решением линейной системы
{\displaystyle s(x_{2}-x_{1})-t(x_{4}-x_{3})=x_{3}-x_{1},}
{\displaystyle s(y_{2}-y_{1})-t(y_{4}-y_{3})=y_{3}-y_{1}\ .}
Его можно решить для s и t с помощью правила Крамера (см. выше). Если выполняется условие {\displaystyle 0\leq s_{0},t_{0}\leq 1}, то вставляется {\displaystyle s_{0}} или {\displaystyle t_{0}} в соответствующее параметрическое представление и получается точка пересечения {\displaystyle (x_{0},y_{0})}.
Пример: Для отрезков {\displaystyle (1,1),(3,2)} и {\displaystyle (1,4),(2,-1)} получается линейная система
{\displaystyle 2s-t=0}
{\displaystyle s+5t=3}
и {\displaystyle s_{0}={\tfrac {3}{11}},t_{0}={\tfrac {6}{11}}}. Это означает: линии пересекаются в точке {\displaystyle ({\tfrac {17}{11}},{\tfrac {14}{11}})}.
Примечание: Рассматривая прямые, а не отрезки, определяемые парами точек, каждое условие {\displaystyle 0\leq s_{0},t_{0}\leq 1} может быть опущено, и метод даёт точку пересечения линий (см. выше).

Пересечение прямой и окружности

### Линия и круг
Для пересечения отрезка {\displaystyle ax+by=c} и окружности {\displaystyle x^{2}+y^{2}=r^{2}} решают линейное уравнение для x или y и подставляют в уравнение окружности и получают решение (используя формулу квадратного уравнения) {\displaystyle (x_{1},y_{1}),(x_{2},y_{2})} с:
{\displaystyle x_{1/2}={\frac {ac\pm b{\sqrt {r^{2}(a^{2}+b^{2})-c^{2}}}}{a^{2}+b^{2}}}},
{\displaystyle y_{1/2}={\frac {bc\mp a{\sqrt {r^{2}(a^{2}+b^{2})-c^{2}}}}{a^{2}+b^{2}}}},
если {\displaystyle r^{2}(a^{2}+b^{2})-c^{2}\geq 0}. Если это условие выполняется со строгим неравенством, то существуют две точки пересечения; в этом случае прямая называется секущей линией окружности, а отрезок прямой, соединяющий точки пересечения, называется хордой окружности.
Если выполняется {\displaystyle r^{2}(a^{2}+b^{2})-c^{2}=0}, то существует только одна точка пересечения и прямая касается окружности. Если слабое неравенство не выполняется, линия не пересекает окружность.
Если середина круга не является началом координат, можно рассматривать пересечение прямой и параболы или гиперболы.

### Две окружности
Определение точек пересечения двух окружностей:
{\displaystyle (x-x_{1})^{2}+(y-y_{1})^{2}=r_{1}^{2},\ \quad (x-x_{2})^{2}+(y-y_{2})^{2}=r_{2}^{2}}
сводится к предыдущему случаю пересечения прямой и окружности. Путём вычитания двух данных уравнений получается линейное уравнение:
{\displaystyle 2(x_{2}-x_{1})x+2(y_{2}-y_{1})y=r_{1}^{2}-x_{1}^{2}-y_{1}^{2}-r_{2}^{2}+x_{2}^{2}+y_{2}^{2}.}
Эта особая линия является радикальной осью двух окружностей.

Пересечение двух окружностей с центрами на оси абсцисс, их радикальная ось тёмно-красного цвета.

Особый случай {\displaystyle \;x_{1}=y_{1}=y_{2}=0}; в этом случае начало координат — это центр первого круга, а второй центр лежит на оси абсцисс (см. диаграмму[уточнить]). Уравнение радикальной прямой упрощается до:
{\displaystyle \;2x_{2}x=r_{1}^{2}-r_{2}^{2}+x_{2}^{2}\;} а точки пересечения можно записать как {\displaystyle (x_{0},\pm y_{0})} с
{\displaystyle x_{0}={\frac {r_{1}^{2}-r_{2}^{2}+x_{2}^{2}}{2x_{2}}},\quad y_{0}={\sqrt {r_{1}^{2}-x_{0}^{2}}}\ .}
В случае {\displaystyle r_{1}^{2}<x_{0}^{2}} окружности не имеют общих точек. 

В случае {\displaystyle r_{1}^{2}=x_{0}^{2}} окружности имеют одну общую точку, а радикальная ось является общей касательной.
Любой общий случай, как написано выше, можно превратить сдвигом и поворотом в частный случай.
Пересечение двух кругов (внутренности двух окружностей) образует форму, называемую линзой.

Пересечение круга и эллипса.

### Два конических сечения
Задача пересечения эллипса, гиперболы, параболы с другим коническим сечением сводится к системе квадратных уравнений, которую в частных случаях легко решить, исключив одну координату. Специальные свойства конических сечений могут быть использованы для получения решения. В общем, точки пересечения могут быть определены путём решения уравнения с помощью итерации Ньютона. Если а) обе коники заданы неявно (посредством уравнения), необходима двумерная итерация Ньютона; б) одна неявно, а другая параметрически — необходимо, чтобы была задана 1-мерная итерация Ньютона.

### Две плавные кривые

Трансверсальное пересечение двух кривых.

Касание пересечения (слева), касание (справа).

Две кривые в {\displaystyle \mathbb {R} ^{2}} (двумерном пространстве), которые непрерывно дифференцируемы (то есть нет резкого изгиба),
имеют точку пересечения, если они имеют общую точку плоскости и имеют в этой точке
a: разные касательные (трансверсальное пересечение) или
b: касательная линия общая, и они пересекают друг друга (касание пересечения, см. диаграмму).
Если обе кривые имеют общую точку S и касательную, но не пересекают друг друга, они просто «касаются» в точке S.
Поскольку касания пересечений возникают редко и с ними трудно справиться, следующие соображения не учитывают этот случай. В любом случае ниже предполагаются все необходимые дифференциальные условия. Определение точек пересечения всегда приводит к одному или двум нелинейным уравнениям, которые можно решить с помощью итерации Ньютона. Список возникающих случаев следующий:

Пересечение параметрической и неявной кривых.

Пересечение двух неявных кривых.

- Если заданы обе кривые явно: {\displaystyle y=f_{1}(x),\ y=f_{2}(x)}, приравнивание их даёт уравнение

{\displaystyle f_{1}(x)=f_{2}(x)\ .}
- Если заданы обе кривые параметрически: {\displaystyle C_{1}:(x_{1}(t),y_{1}(t)),\ C_{2}:(x_{2}(s),y_{2}(s)).}

Приравнивая их, получаем два уравнения с двумя переменными:
{\displaystyle x_{1}(t)=x_{2}(s),\ y_{1}(t)=y_{2}(s)\ .}
- Если заданы одна кривая параметрически, а другая неявно: {\displaystyle C_{1}:(x_{1}(t),y_{1}(t)),\ C_{2}:f(x,y)=0.}

Это простейший случай помимо явного. Нужно вставить параметрическое представление {\displaystyle C_{1}} в уравнение {\displaystyle f(x,y)=0} кривой {\displaystyle C_{2}}, и получится уравнение:
{\displaystyle f(x_{1}(t),y_{2}(t))=0\ .}
- Если заданы обе кривые неявно: {\displaystyle C_{1}:f_{1}(x,y)=0,\ C_{2}:f_{2}(x,y)=0.}

Здесь точка пересечения — это решение системы
{\displaystyle f_{1}(x,y)=0,\ f_{2}(x,y)=0\ .}
Любая итерация Ньютона требует удобных начальных значений, которые можно получить, визуализировав обе кривые. Параметрически или явно заданная кривая может быть легко визуализирована, потому что для любого параметра t или x соответственно легко вычислить соответствующую точку. Для неявно заданных кривых эта задача не так проста. В этом случае необходимо определить точку кривой с помощью начальных значений и итерации.
Примеры:
1: {\displaystyle C_{1}:(t,t^{3})} и окружность {\displaystyle C_{2}:(x-1)^{2}+(y-1)^{2}-10=0} (см диаграмму).
Итерация Ньютона {\displaystyle t_{n+1}:=t_{n}-{\frac {f(t_{n})}{f'(t_{n})}}} для функции
{\displaystyle f(t)=(t-1)^{2}+(t^{3}-1)^{2}-10} должна быть выполнена. В качестве начальных значений можно выбрать −1 и 1.5.
Точки пересечения: (−1.1073, −1.3578), (1.6011, 4.1046)
2:{\displaystyle C_{1}:f_{1}(x,y)=x^{4}+y^{4}-1=0,}
{\displaystyle C_{2}:f_{2}(x,y)=(x-0.5)^{2}+(y-0.5)^{2}-1=0} (см диаграмму).
Итерация Ньютона
{\displaystyle {x_{n+1} \choose y_{n+1}}={x_{n}+\delta _{x} \choose y_{n}+\delta _{y}}} должна быть выполнена, где {\displaystyle {\delta _{x} \choose \delta _{y}}} является решением линейной системы
{\displaystyle {\begin{pmatrix}{\frac {\partial f_{1}}{\partial x}}&{\frac {\partial f_{1}}{\partial y}}\\{\frac {\partial f_{2}}{\partial x}}&{\frac {\partial f_{2}}{\partial y}}\end{pmatrix}}{\delta _{x} \choose \delta _{y}}={-f_{1} \choose -f_{2}}} в точке {\displaystyle (x_{n},y_{n})}. В качестве начальных значений можно выбрать (−0.5, 1) и (1, −0.5).
Линейная система может быть решена по правилу Крамера.
Точками пересечения являются (−0.3686, 0.9953) и (0.9953, −0.3686).

### Два многоугольника

Пересечение двух многоугольников: метод окон.

Если кто-то хочет определить точки пересечения двух многоугольников, можно проверить пересечение любой пары линейных сегментов многоугольников (см. выше). Для многоугольников с большим количеством сегментов этот метод довольно трудоёмок. На практике алгоритм пересечения ускоряется с помощью оконных тестов. В этом случае можно разделить многоугольники на маленькие подполигоны и определить наименьшее окно (прямоугольник со сторонами, параллельными осям координат) для любого подполигона. Перед началом трудоёмкого определения точки пересечения двух отрезков линии любая пара окон проверяется на наличие общих точек

## В пространстве (три измерения)
В трёхмерном пространстве есть точки пересечения (общие точки) между кривыми и поверхностями. В следующих разделах мы рассматриваем только трансверсальное пересечение.

### Линия и плоскость

Пересечение прямой и плоскости

Пересечение прямой и плоскости в общем положении в трёх измерениях является точкой.
Обычно линия в пространстве представляется параметрически {\displaystyle (x(t),y(t),z(t))}, а плоскость — уравнением {\displaystyle ax+by+cz=d}. Вставка представления параметра в уравнение даёт линейное уравнение
{\displaystyle ax(t)+by(t)+cz(t)=d\ ,}
для параметра {\displaystyle t_{0}} точки пересечения {\displaystyle (x(t_{0}),y(t_{0}),z(t_{0}))}.
Если линейное уравнение не имеет решения, либо прямая лежит на плоскости, либо параллельна ей.
```
'x1,y1,z1, x2,y2,z2, x3,y3,z3 - координаты заданной плоскости

'x4,y4,z4, x5,y5,z5 - координаты заданной прямой

'Коэффициенты для уравнения плоскости

A
 
=
 
y1
*
(
z2
 
-
 
z3
)
 
+
 
y2
*
(
z3
 
-
 
z1
)
 
+
 
y3
*
(
z1
 
-
 
z2
)

B
 
=
 
z1
*
(
x2
 
-
 
x3
)
 
+
 
z2
*
(
x3
 
-
 
x1
)
 
+
 
z3
*
(
x1
 
-
 
x2
)

C
 
=
 
x1
*
(
y2
 
-
 
y3
)
 
+
 
x2
*
(
y3
 
-
 
y1
)
 
+
 
x3
*
(
y1
 
-
 
y2
)

D
 
=
 
-1
*
(
x1
*
(
y2
*
z3
 
-
 
y3
*
z2
)
 
+
 
x2
*
(
y3
*
z1
 
-
 
y1
*
z3
)
 
+
 
x3
*
(
y1
*
z2
 
-
 
y2
*
z1
))

'Нормальный вектор к заданной плоскости

xN
 
=
 
A

yN
 
=
 
B

zN
 
=
 
C

'Вспомогательный вектор

xV
 
=
 
x1
-
x4

yV
 
=
 
y1
-
y4

zV
 
=
 
z1
-
z4

'Расстояние до плоскости по нормали

dist1
 
=
 
xN
*
xV
 
+
 
yN
*
yV
 
+
 
zN
*
zV

'Вспомогательный вектор

xW
 
=
 
x5
-
x4

yW
 
=
 
y5
-
y4

zW
 
=
 
z5
-
z4

'Приближение к плоскости по нормали

dist2
 
=
 
xN
*
xW
 
+
 
yN
*
yW
 
+
 
zN
*
zW

'Проверка на параллельность

IF
 
dist1
 
<>
 
0
 
THEN
 
'Прямая не принадлежит плоскости

	
IF
 
dist2
 
<>
 
0
 
THEN
 
'Прямая не параллельна плоскости

		
'Вспомогательное отношение

		
ratio
 
=
 
dist1
/
dist2

		
'Вспомогательный вектор

		
xW
 
=
 
xW
*
ratio

		
yW
 
=
 
yW
*
ratio

		
zW
 
=
 
zW
*
ratio

		
'Искомые координаты

		
x0
 
=
 
x4
 
+
 
xW

		
y0
 
=
 
y4
 
+
 
yW

		
z0
 
=
 
z4
 
+
 
zW

	
END
 
IF

END
 
IF

```

### Три плоскости
Если линия определяется двумя пересекающимися плоскостями {\displaystyle \varepsilon _{i}:\ {\vec {n}}_{i}\cdot {\vec {x}}=d_{i},\ i=1,2} и должна пересекаться третьей плоскостью {\displaystyle \varepsilon _{3}:\ {\vec {n}}_{3}\cdot {\vec {x}}=d_{3}}, необходимо оценить общую точку пересечения трёх плоскостей.
Три плоскости {\displaystyle \varepsilon _{i}:\ {\vec {n}}_{i}\cdot {\vec {x}}=d_{i},\ i=1,2,3} с линейно независимыми нормальными векторами {\displaystyle {\vec {n}}_{1},{\vec {n}}_{2},{\vec {n}}_{3}} имеют точку пересечения
{\displaystyle {\vec {p}}_{0}={\frac {d_{1}({\vec {n}}_{2}\times {\vec {n}}_{3})+d_{2}({\vec {n}}_{3}\times {\vec {n}}_{1})+d_{3}({\vec {n}}_{1}\times {\vec {n}}_{2})}{{\vec {n}}_{1}\cdot ({\vec {n}}_{2}\times {\vec {n}}_{3})}}\ .}
Для доказательства следует установить {\displaystyle {\vec {n}}_{i}\cdot {\vec {p}}_{0}=d_{i},\ i=1,2,3,} используя правила тройного скалярного произведения. Если тройное скалярное произведение равно 0, то плоскости либо не имеют тройного пересечения, либо это прямая (или плоскость, если все три плоскости одинаковы).

### Кривая и поверхность

Пересечение кривой
с поверхностью

Аналогично плоскому случаю следующие случаи приводят к нелинейным системам, которые могут быть решены с использованием 1- или 3-мерной итерации Ньютона:
- параметрическая кривая {\displaystyle C:(x(t),y(t),z(t))} и

параметрическая поверхность {\displaystyle S:(x(u,v),y(u,v),z(u,v))\ ,}
- параметрическая кривая {\displaystyle C:(x(t),y(t),z(t))} и

неявная поверхность {\displaystyle S:f(x,y,z)=0\ .}
Пример:
параметрическая кривая {\displaystyle C:(t,t^{2},t^{3})} и
неявная поверхность {\displaystyle S:x^{4}+y^{4}+z^{4}-1=0} (см. рисунок).
Точки пересечения: (−0.8587, 0.7374, −0.6332), (0.8587, 0.7374, 0.6332).
Пересечение линии и сферы — это частный случай.
Как и в случае линии и плоскости, пересечение кривой и поверхности в общем положении состоит из дискретных точек, но кривая может частично или полностью содержаться на поверхности.

### Две поверхности
Две трансверсально пересекающиеся поверхности дают кривую пересечения. Самый простой случай — линия пересечения двух непараллельных плоскостей.